# Chrysomus ruficapillus
El varillero congo, trile de cabeza canela o garibaldino (Chrysomus ruficapillus) es una especie de ave paseriforme de la familia Icteridae. Se encuentra en Argentina, Bolivia, Brasil, Guayana Francesa, Paraguay y Uruguay; y sus hábitats naturales son los pantanos y las llanuras.

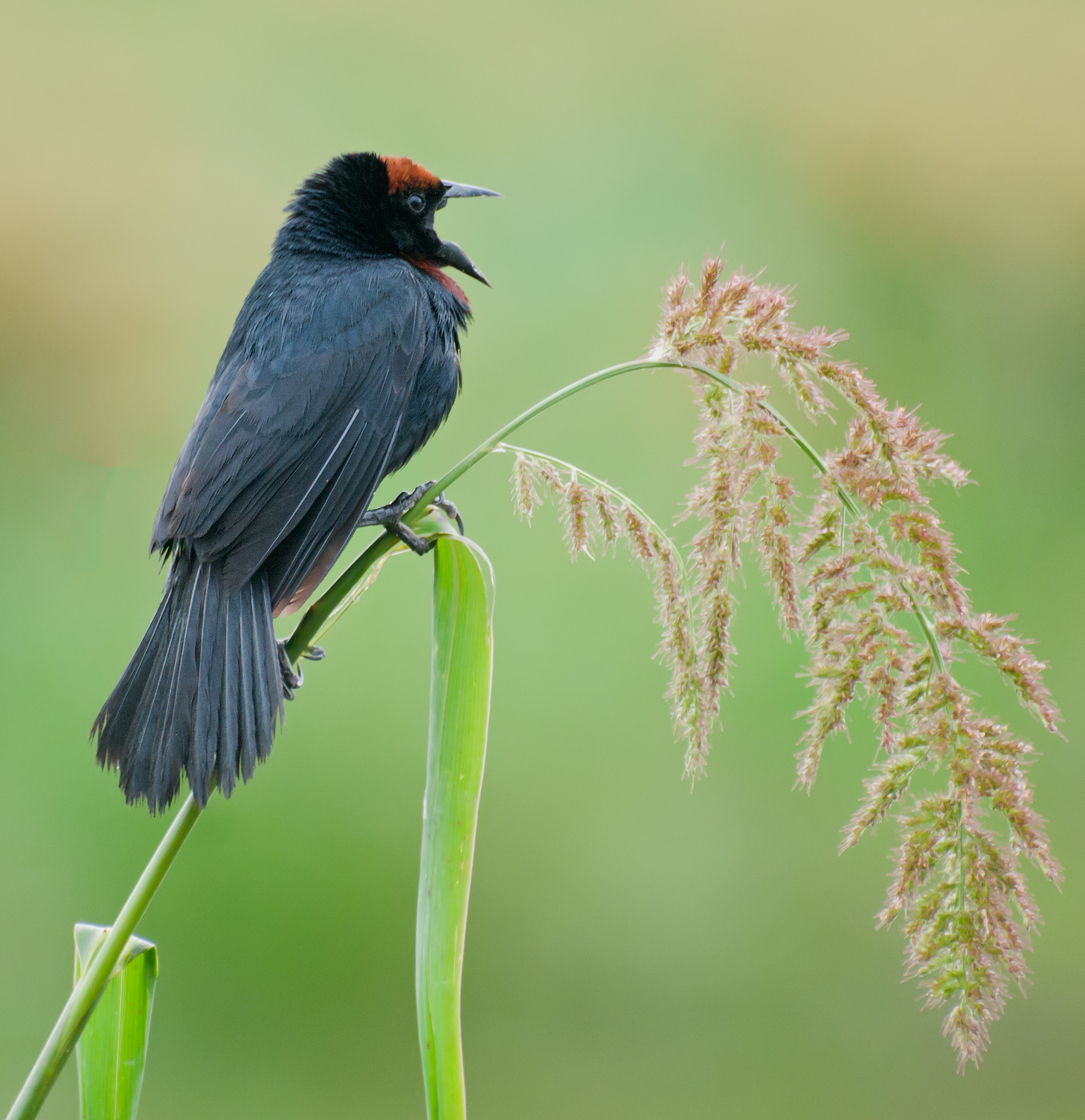
Chrysomus ruficapillus, São Paulo, Brasil.

## Alimentación
Forma enormes bandadas en cultivos de arroz alejándose del agua para buscar alimento. Come insectos y frutas.

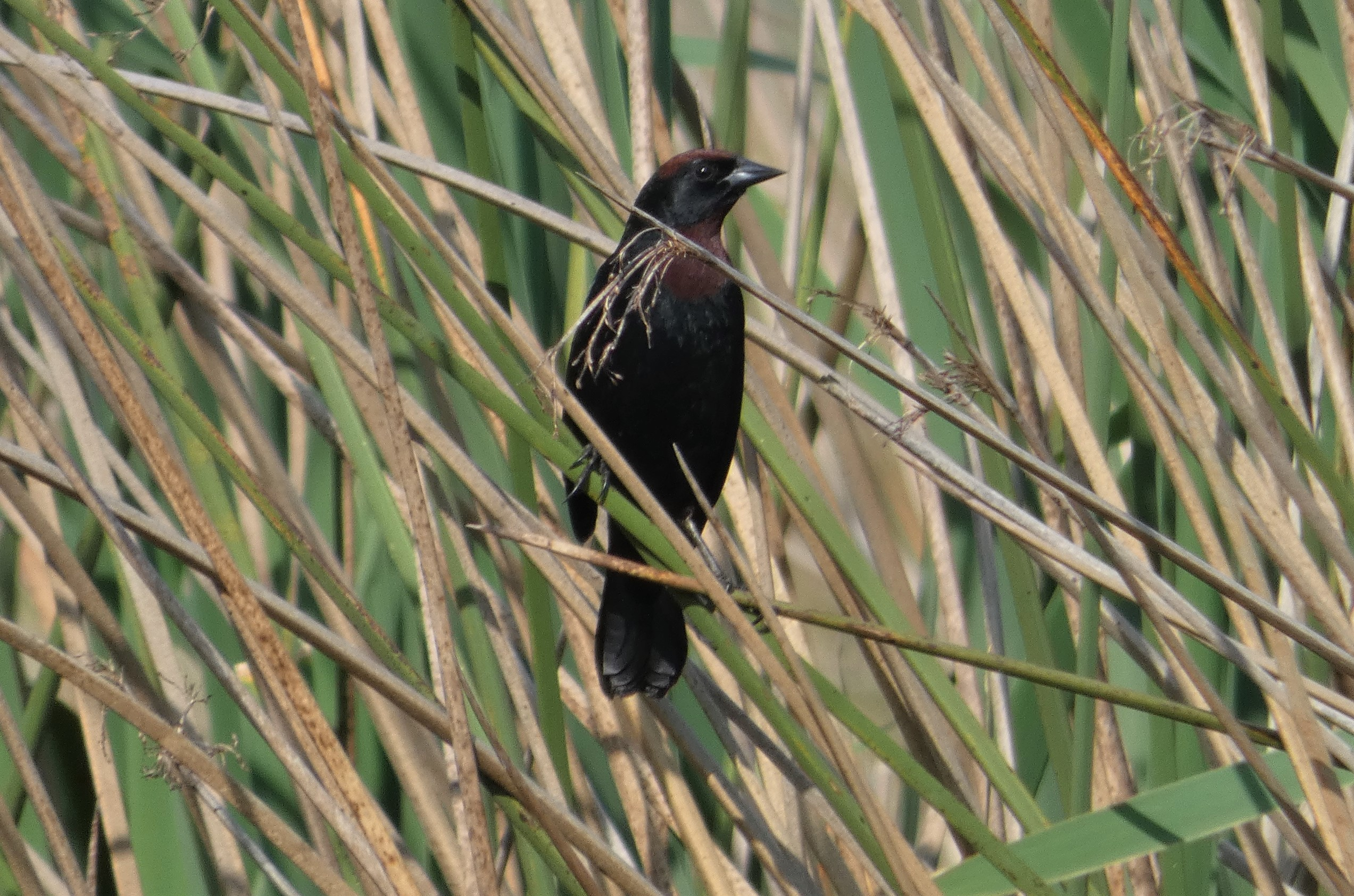
Garibaldino (Chrysomus ruficapillus), Uruguay, 2022. Museo Nacional de Historia Natural de Uruguay.

Se encuentra en lagunas con abundante vegetación a sus orillas. 